# Parvina Samandarova
Parvina Samandarova (7 de abril de 2001) es una deportista uzbeka que compite en judo adaptado. Ganó una medalla de plata en los Juegos Paralímpicos de Tokio 2020, en la categoría de –57 kg.

## Palmarés internacional
| Juegos Paralímpicos | Juegos Paralímpicos | Juegos Paralímpicos | Juegos Paralímpicos |
| Año                 | Lugar               | Medalla             | Categoría           |
| ------------------- | ------------------- | ------------------- | ------------------- |
| 2020                | Tokio (Japón)       | Medalla de plata    | –57 kg              |